# Erich F. Bender
Pour les articles homonymes, voir Bender.
Erich F. Bender, né en 1909 à Bonn (Rhénanie-du-Nord-Westphalie) et mort 5 septembre 1983, est un réalisateur et scénariste allemand puis ouest-allemand.

## Biographie
Après son baccalauréat au Städtisches Realgymnasium Köln-Nippes, Erich F. Bender a étudié les sciences humaines. Dès ses années d'études, il s'est consacré à la scène. Lors du 25e anniversaire du lycée en 1928, il dirigea la représentation du Tellspiels der Schweizer Bauern de Johannes Weinrich et joua lui-même le rôle du jeune paysan Erni de Melchthal.
Il est surtout connu pour ses films érotiques, dont Helga, de la vie intime d'une jeune femme qui a eu un grand succès dans toute l'Europe.

## Filmographie non exhaustive

### Réalisateur
- 1954 : Kali
- 1954 : Die Gehetzten
- 1954 / 1955 : Kali und Pflanze
- 1956 : Die Pocken kommen?
- 1967 : Helga, de la vie intime d'une jeune femme (Helga – Vom Werden des menschlichen Lebens)
- 1968 : Helga et Michael (de) (Helga und Michael)